# 三张镇
三张镇，是中华人民共和国陕西省渭南市临渭区下辖的一个乡镇级行政单位。

## 行政区划
三张镇下辖以下地区：
三张村、张毛村、定李村、韩家村、宋村、邢家村、背坡村、盛家村、中张村、薛家村、西洛村、东洛村、郭西村、郭东村、沟北村、于家村、北原村、油张村、铁王村、铁韩村、沟孟村、岳家村、油王村和坡王村。